# Bossòst
Bossòst és una vila i municipi de la comarca de la Vall d'Aran, situat al terçó de Quate Lòcs, al costat del riu Garona.
Bossòst està agermanat amb el poble d'Alpens (Lluçanès).

## Geografia
- Llista de topònims de Bossòst (Orografia: muntanyes, serres, collades, indrets..; hidrografia: rius, fonts...; edificis: cases, masies, esglésies, etc).

La vila es troba a 710 m d'altitud, a la riba esquerra de la Garona, allargada en un eixample que forma la ribera en el seu darrer tram per la vall. A l'altra banda del riu hi ha el petit raval de Sant Fabià, amb una capella i el cementiri, que comunica amb el nucli per un pont. Al nord de la vila, sobre el raval de Sant Roc, hi ha vestigis d'una antiga construcció medieval anomenada Era Castèra
L'aspecte arquitectònic i urbanístic denota una clara influència gascona, especialment en la construcció del característic passeig d'Eth Grauèr (segle xix), vora el riu. Els carrers de la vila són anivellats, sense gaires pendents, amb cases espaioses de construcció moderna. La seva posició arrecerada i la seva escassa altitud han contribuït a la funció de lloc d'estiueig que té la vila des de principis de segle. La vila aplega pràcticament tota la població del terme municipal i constitueix un actiu centre comercial i turístic afavorit per la proximitat de la frontera francesa.
En el terme municipal de Bossòst hi ha vàries centrals hidroelèctriques, entre les que destaca la central de Bossòst.

## Demografia
| 1497 f | 1515 f | 1553 f | 1717 | 1787 | 1857  | 1877  | 1887 | 1900 | 1910 |
| ------ | ------ | ------ | ---- | ---- | ----- | ----- | ---- | ---- | ---- |
| -      | -      | 60     | -    | 777  | 1.105 | 1.016 | 896  | 756  | 893  |

| 1920 | 1930 | 1940 | 1950  | 1960 | 1970 | 1981 | 1990 | 1992 | 1994 |
| ---- | ---- | ---- | ----- | ---- | ---- | ---- | ---- | ---- | ---- |
| 931  | 897  | 606  | 1.063 | 959  | 687  | 731  | 827  | 812  | 812  |

| 1996 | 1998 | 2000 | 2002 | 2004  | 2006  | 2008  | 2010  | 2012  | 2014  |
| ---- | ---- | ---- | ---- | ----- | ----- | ----- | ----- | ----- | ----- |
| 822  | 821  | 866  | 966  | 1.015 | 1.043 | 1.202 | 1.184 | 1.179 | 1.140 |

| 2016  | 2018  | 2020  | 2022  | 2024  | 2026 | 2028 | 2030 | 2032 | 2034 |
| ----- | ----- | ----- | ----- | ----- | ---- | ---- | ---- | ---- | ---- |
| 1.123 | 1.110 | 1.115 | 1.121 | 1.141 | -    | -    | -    | -    | -    |

## Política

### Alcaldes
Alcaldes des de les eleccions democràtiques de 1979
- Francisco Berdie Peremarti (1979 - 1983)
- Hipólito Cruces Socasau (1983 - 1991)
- Felip Delseny Caubet (1991 - 2007)
- Francisco Rodríguez Miranda (2007 - 2015)
- Amador Marqués Atés (2015 - 2023)
- Montse de Burgos (2023 - avui)

## Llocs d'interès

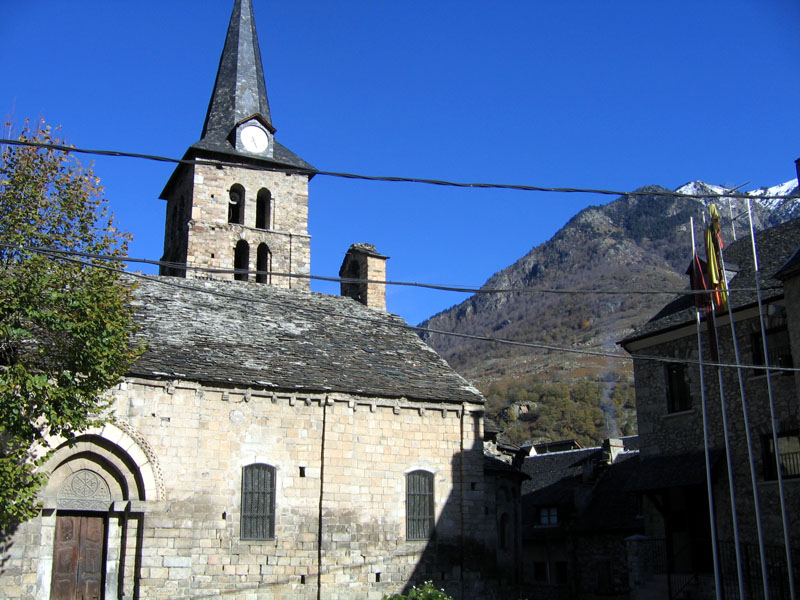
Església de l'Assumpció de Maria

- Església romànica d'era Mair de Diu dera Purificacion, també anomenada Assumpcion (Assumpció) de Maria, del segle xii.[3][4]

## Festivitats
- 13 de juny- Festa de Sant Antoni
- 15 d'agost- Festa Major
- 20 d'octubre- Fira de Bossòst